# ميرتل باشيلدر
ميرتل كلير باشيلدر (بالإنجليزية: Myrtle Bachelder)‏ (13 مارس 1908 ـ 22 ماير 1997) كانت كيميائية امريكية وضابط فيلق الجيش النسائي، والتي قد اشتهرت بعملها السري في برنامج القنبلة الذرية لمشروع مانهاتن، ولتطوير التقنيات في كيمياء المعادن.

## النشأة والمهنة
ولدت ميرتل ك. باشيلدر في 13 مارس 1908، في اورانج في ولاية ماساتشوستس. حصلت على درجة الباكالوريوس في العلوم من كلية ميدلبري في عام 1930، واصبحت معلمة علوم في مدرسة ثانوية ومدربة العاب القوى في ساوث هادلي فولز، ماساتشوستس. حصلت على درجة الماجستير في التربية (التعليم) من جامعة بوسطن.
 

## الحرب العالمية الثانية: القنبلة الذرية
باشيلدر (في الوسط) في لوس ألاموس في عام 1946، مع النقيب أرلين شايدنهيلم، مديرWAC، منطقة مانهاتن (على اليسار)، والملازم أول مارغريت كاريرا، الضابط القائد، مفرزةWAC لوس ألاموس (على اليمين).
خلال الحرب العالمية الثانية، انضمت باشيلدر إلى فيلق الجيش النسائي (WAC) في نوفمبر 1942، في مقر القيادة العامة (المكتب الرئيسي) سبرينغفيلد بولاية ماساتشوستس. بعد قضاء الوقت في التدريب في القواعد العكسرية في عدة ولايات أمريكية، تلقت اوامر تكليفها بمفرزة الشركة D WAC في منطقة منهاتن، فيلق مهندسي جيش الولايات المتحدة. كانت مهتمها السرية هي قيادة مجموعة من 15 إلى 20 امرأة من WAC، تتمركز في دي موين (Des Moines)، أيوا (Iowa)، إلى فورت سيل (Fort Sill)، أوكلاهوما (Oklahoma)، ومن هناك إلى سانتا في (Santa Fe)، نيو ميكسيكو (New Mexico). وصلت هي وامرأة تحت قيادتها إلى لوس ألاموس (Los Alamos)، نيو ميكسيكو في 21 أكتوبر1943.
«منهاتن» كان اسم رمزي لفرقة العسكرية الخاصة المكرسة لتطوير سلاح نووي. في المختبر السري في موقع لوس ألاموس الصحراوي البعيد، كانت باشيلدر مسؤولةً عن تحليل التحليل الطيفي لنظائر اليورانيوم. نظراً لأن نظائر اليورانيوم ـ235 قابلة للانشطار، في حين أن نظير اليورانيوم 238 ليس كذلك، فإن دور باشيلدر في المشروع كان مهمة حاسمة: ضمان نقاء المواد دون الحرجة (شبه الحرجة)، وبالتالي الانفجار النووي، لأول قنبلة نووية في العالم.
تم استخدام هذه الطرق أثناء تحضير البلوتونيوم 239، المادة الانشطارية المستخدمة في تصنيع القنبلة الذرية في اختبار ترينيتي النووي، في 16يوليو1945. تم استخدام طرق مماثلة لسلاح اليورانيوم، الذي يحمل الاسم الرمزي«الولد الصغير (Little Boy)»، التي دمرت هيروشيما باليابان في 6أغسطس1945، ومماثلة لقنبلة البلوتونيوم التي دمرت ناغازاكي (Nagasaki) باليابان في 9أغسطس1945، مما أدى إلى الاستسلام الياباني. كان البرنامج السري تحت الإدارة العامة جي.روبرت أوبنهايمر (J. Robert Oppenheimer)، الذي وصفته باشيلدر بأنه:
«رجل قلم الرصاص والورق»، منغمس في نظرية الفيزياء، الذي كان مندهشاً أكثر من ذلك بآلية مختبر لوس ألاموس. تتذكر باشيلدر أن أوبنهايمرتقف أمام أزرار اللكم الأهم والأغلى في أداة مختبرها بشكل عشوائي... وتساءل «ماذا يفعل هذا؟» ثم كان سيضرب زراً آخر... ربما يكون قد دمر الجهاز إذا لم يقتنع أخيراً بتركه بمفرده.

## المساهمة في تطورات ما بعد الحرب في الطاقة النووية
كانت نهاية الحرب العالمية الثانية هي أيضاً بزوغ «العصر الذري» الجديد، حيث بدأ استكشاف إمكانات الطاقة النووية في زمن السلم. كانت باشيلدر من بين العلماء الذين عارضوا مشروع قانون مايوـ جونسون (May_Johnson) في أكتوبر (1945)، وهو مشروع قانون للكونجرس (Congressional) اقترحته اللجنة المؤقتة، والذي كان سيحتفظ بالسيطرة العسكرية على الأبحاث النووية. في يناير (1947)، وافقت لجنة الطاقة الذرية المُشَكَّلة حديثاً على رفع السرية (كشف الحقائق) عن (270) وثيقة سرية سابقاً. وشملت هذه الاكتشافات المتعلقة بالأشعة السينية وتنقية خامات اليورانيوم، والتي تم اجراؤها بواسطة باشيلدر خلال المجهود الحربي. في هذا الوقت، تم الاعتراف أيضاً بِنُدْرة وأهمية إنجازات باشيلدر كامرأة في العلوم.

## البحث العلمي والمهنة اللاحقة
بعد ترك (المغادرة منه) الجيش، أصبحت باشيلدر باحثةً كيميائيةً في جامعة شيكاغو، حيث تحقق أول تفاعل نووي قائم بذاته في عام (1942). وكان جيمس فرانك الحائز على جائزة نوبل مدير قسم الكيمياء في مختبر المعادن في المراحل السابقة من مشروع مانهاتن. التحقت باشيلدر بمعهد الجامعة لدراسة المعادن (أعيدت تسميته باِسم معهد جيمس فرانك في عام 1967)، وأُجرت مزيداً من الأبحاث في الكيمياء المعدنية.
من بين الإنجازات الأخرى، طورت باشيلدر طرق لتقنية العناصر النادرة التيلوريوم (Tellurium) والإندوم (Indium). وجدت جوانب أخرى من خبرتها العلمية الواسعة تطبيقاً في مجال الآثار البحرية، عندما حددت التركيب الكيميائي لخراطيم النحاس الموجودة في بحر إيجه على متن سفن غارقة. قدمت أيضاً مساهمات في الكيمياء الفلكية، عندما طلبت منها ناسا تحليل كيمياء صخور القمر التي تم جمعها من سطح القمر خلال مهام أبولو من عام (1969) إلى عام (1972).
تقاعدت باشيلدر من معهد فرانك في عام (1973)، ثم نشطت بعد ذلك كمسؤولة في الرابطة الأمريكية للمتقاعدين (American Association of Retired Persons AARP). توفيت في شيكاغو في 22مايو1997.

## تأملات
اعتقدت باشيلدر أن دورها في تطوير القنبلة الذرية، وما تلاها من استخدام للأسلحة النووية ضد اليابان، كان له ما يبرره من أجل إنهاء الحرب العالمية الثانية وتجنب المزيد من الخسائر في الأرواح التي كانت ستترتب في غزو بري للولايات المتحددة وصراع ممتد مع اليابان. في وقت لاحق، خلال قترة محادثات الحد من الأسلحة الاستراتيجية، صرحت باشيلدر بأنها، على الرغم من أنها دعمت الحد من الأسلحة النووية:
يجب على معارضي الأسلحة النووية أن يقاوموا الرغبة في إخراج جهود بناء القنابل في الأربعينيات (1940) من سياقها التاريخي الصحيح ـ «لا يمكن للمرء أن يخرج هذا النشاط من ذلك الوقت، ويضعه في الثمانينيات (1980)، ويصدر الحكم».